# Famille d'Aubigné
 (novembre 2024).
La famille d'Aubigné est une famille française originaire de Loudun (Anjou) où elle est connue depuis le XVe siècle. Elle a été maintenue dans sa noblesse en 1667. Elle compte Madame de Maintenon qui fut l'épouse secrète de Louis XIV. Elle est éteinte depuis la fin du XVIIIe siècle.

## Histoire
Issue de cordonniers de Loudun, la famille a une origine humble, c'est au XVIe siècle, que Jean va occuper successivement les emplois de secrétaire et de juge jusqu'à acheter des terres et s'assimiler à la noblesse. En 1667, son arrière petit-fils bénéficiera pourtant d'une reconnaissance de noblesse.
Enfin c'est avec la liaison puis le mariage de Françoise d'Aubigné avec Louis XIV que la famille obtiens durablement une position très avantageuse à la cour.
La famille s'éteint en 1794 à la mort de Lucrèce d'Aubigné.

## Filiation
- François, tanneur-cordonnier de Loudun
  - Pierre, tanneur-cordonnier de Loudun
    - Jean (1490-1563), juge de Pons
      - Agrippa (1552-1630), écrivain
        - Constant, baron de Surimeau
          - Charles, comte d'Aubigné, chevalier du Saint-Esprit
            - Charles d'Aubigné, bâtard
            - Françoise Charlotte

          - Madame de Maintenon, épouse secrète de Louis XIV

        - Nathan d'Aubigné

## Héraldique
La famille porte de gueules au lion d'hermine, armé, lampassé et couronné d'or.Modèle:Refnef